# ニューヨークの夢
「ニューヨークの夢」（英語: Fairytale of New York）は、ザ・ポーグスとカースティ・マッコールによる楽曲。イギリスではクリスマスソングとして人気が高い。日本語表記としては『フェアリーテール・オブ・ニューヨーク』もある。
作詞・作曲はザ・ポーグスのジェム・ファイナーとシェイン・マガウアン。カースティ・マッコールとシェイン・マガウアンのデュエットソングになっている。
1987年11月23日にシングルが発売され、1988年発売のアルバム『堕ちた天使』に収録された。
成功を夢見てニューヨーク市へやってきたアイルランド移民の男女が一時は成功するが（1番の歌詞）、共に夢破れて年老いて互いに相手を罵りながらも相手を愛している（2番の歌詞）というクリスマスを歌い上げる。
2017年に学術ニュースサイト『ザ・カンバセーション』が2007年から2016年のイギリスでの販売チャートを元に行った調査では、『恋人たちのクリスマス』（マライア・キャリー）が1位であり、『ニューヨークの夢』は2位で、3位以下の曲とは大差がある。またツイッター上のアンケートでは『ニューヨークの夢』が1位で、2位は『ラスト・クリスマス』（ワム!）であった。